# 현흥초등학교
현흥초등학교는 대한민국 경상북도 경산시 압량읍 현흥리에 있는 공립 초등학교이다.

## 학교 연혁
- 1913년 9월 27일 - 육향공립심상소학교(일본인) 개교
- 1945년 10월 12일 - 육향공립국민학교로 개교
- 1956년 9월 20일 - 현흥국민학교로 교명 변경
- 1983년 1월 7일 - 병설유치원 개원
- 1996년 3월 1일 - 현흥초등학교로 교명 변경
- 2018년 9월 1일 - 제31대 안신혜 교장 부임
- 2019년 4월 11일 - 교내 수목 시약작업 및 전정 공사
- 2019년 10월 28일 - 식생활관 현대화 공사 완공
- 2019년 12월 9일 - 누리관(다목적 강당) 증축 공사 완공
- 2020년 2월 14일 - 제70회 졸업식 (41명, 총 5,159명 )
- 2020년 3월 22일 - 천정개체 공사 완료

## 학교 상징
- 교목(校木) - 향나무
- 교화(敎化) - 장미

## 참고 자료
- 현흥초등학교 - 한국교육학술정보원 학교알리미